# Constitució de Guinea Equatorial de 1973
La Constitució de Guinea Equatorial de 1973 va ser la segona del país. Va ser sotmesa, sense la participació d'observadors internacionals, a referèndum popular el 29 de juliol de 1973, obtenint un 99% de vots a favor i posteriorment publicat en el Boletín Oficial a l'agost del mateix any, sota el govern de Francisco Macías Nguema.

## Elaboració
En la seva elaboració va participar, a petició del president Macías, un assessor expert en Dret constitucional enviat pel Govern cubà, que es va integrar en la Comissió equatoguineana encarregada de confeccionar el text constitucional. Si bé s'atribueix un paper destacat en la seva redacció a Antonio García-Trevijano, en 1979 el que fou Ministre d'Interior, Angel Másié Ntutumu va negar tal intervenció.

## Contingut
La nova carta magna concedia poders absoluts al president i anul·lava les administracions provincials; l'illa de Fernando Poo (actual illa de Bioko), va ser rebatejada com a "Illa de Macías Nguema Biyogo".
El país es va constituir segons el text en una República Democràtica i Popular, trobant-se entre els objectius de l'Estat "afermar els principis ideològics proclamats pel Partit Únic Nacional dels Treballadors". Es garanteixen els drets de llibertat de paraula i de pensament, però la premsa i altres mitjans de comunicació queden sota control directe de l'Estat. Si bé s'estableix que els càrrecs polítics són elegits per sufragi universal cada cinc anys, "en reconeixement de les altes virtuts i excelses realitzacions en benefici de la Pàtria es proclama President Vitalici a l'Honorable i Gran Camarada Francisco Macías", en la línia del ja establert per Llei Constitucional al juliol de 1972. Igualment, gràcies a l'Article 56 ("L'Assemblea Nacional Popular estarà integrada per seixanta diputats proposats pel Partit") i l'Article 60 ("El Partit té potestat per revocar el mandat dels seus diputats, a qualsevol moment, per desviar-se de la línia política d'aquell o una altra causa greu") i uns altres semblants, el Partit Únic Nacional dels Treballadors passava a tenir tot el poder.
Pel que fa a l'idioma, si bé estava redactada íntegrament en castellà, la Constitució ometia referències a la llengua oficial.
Va estar vigent fins al cop d'estat d'agost de 1979 dut a terme per Teodoro Obiang, l'anomenat Cop de la Llibertat que va instaurar el Consell Militar Suprem de Guinea Equatorial, si bé fins a agost de 1982 no es va aprovar una nova Constitució.

## Prefaci
El Prefaci del document mostrava una marcada atenció al conflicte amb l'ex-potència colonial, Espanya, fent reincidents esments a la Constitució de Guinea Equatorial de 1968, producte de la Conferència Constitucional de Guinea Equatorial de 1967:
| «                                                         | […] Els colonialistes van imposar al país una Constitució que no responia a les seves necessitats reals, amb el propòsit de garantir els seus interessos egoistes i frenar la marxa de l'Estat guineà per la sendera d'una genuïna revolució democràtica i popular, però el poble s'ha aixecat i sota la direcció de la seva gran Guia, el President Francisco Macías Nguema Biyogo, s'esforça tenaçment a edificar les noves estructures econòmiques i socials del país per sortir del lamentable estat d'endarreriment en què l'havia sumit el colonialisme. La Revolució Guineana s'obstina a escombrar totes les traves que s'interposen en el seu camí i desenvolupa una política enèrgica per a la creació d'una economia nacional, lliure de tota ingerència estrangera. Ha traçat la seva política social en benefici de les masses treballadores de la ciutat i del camp per elevar el seu nivell de vida, acabar amb l'analfabetisme, impulsar la cultura nacional i millorar l'habitatge i la situació sanitària. Segueix una política exterior d'amistat i cooperació amb llots els pobles d'Àfrica i del món [...] La lluita revolucionària pacífica contra el colonialisme, neocolonialisme, racisme i imperialisme [...] són també principis fermament arrelats en la consciència del poble guineano, que ha sofert en la seva pròpia carn la més brutal explotació i opressió. La salvaguarda de la integritat del territori nacional és preocupació essencial del poble guineà i en tal sentit rebutja categòricament les tendències secessionistes que es manifesten en la Constitució imposada pels colonialistes al juny de 1968 contra la voluntat, els interessos i aspiracions del poble. Els drets fonamentals que la República garanteix a tots els ciutadans guineans, els permet participar plena i eficaçment en les diverses tasques de l'edificació del país, el desenvolupament harmònic del qual està assegurat pel Partit Únic Nacional de Treballadors que, com a organització d'avantguarda, mobilitza i educa a les masses populars [...] | » |
| — Prefaci de la Constitució de Guinea Equatorial de 1973. | |   |